# Космос-2525
Космос-2525 — российский военный спутник, запущенный 29 марта 2018 года в 17:38 UTC с космодрома Плесецк ракетой-носителем легкого класса «Союз-2.1в».
Спутник создан на базе платформы «ЭМКА» (Экспериментальный Малый Космический Аппарат), разработан и изготовлен АО "Корпорация «ВНИИЭМ».
Космический аппарат был зарегистрирован командованием воздушно-космической обороны Северной Америки как «Объект 43243».
С момента заключения договора между «ВНИИЭМ» и Минобороны РФ на выполнение государственного оборонного заказа до запуска космического аппарата прошло 2,5 года.
Согласно исследованию аналитика Барта Хендрикса, опубликованному в августе 2020 года в американском журнале The Space Review, «Космос-2525» является упрощенным предшественником секретного разведывательного спутника «Разбег».

## Первоначальные орбитальные данные спутника
- Перигей — 347 км
- Апогей — 319 км
- Угол наклона плоскости орбиты к плоскости экватора Земли — 96,64°
- Период обращения вокруг Земли — 90.94 мин

## Хронология
В 2014 году сотрудники «ВНИИЭМ» в журнале «Вопросы электромеханики» сообщали, что корпорация приступила к разработке МКА Д33 «Звезда», который, предположительно, является платформой для КА «Космос-2525».
23 октября 2015 года между Министерством обороны Российской Федерации и АО "Корпорация «ВНИИЭМ» был заключен договор в целях выполнения государственного оборонного заказа
В годовом отчете за 2016 год АО "Корпорация «ВНИИЭМ» указано о проведении исследований по созданию космического комплекса на базе экспериментального малого космического аппарата («ЭМКА»)
В плане закупок товаров на 2017 год АО "Корпорация «ВНИИЭМ» встречается упоминание о поставке рекламной продукции к запуску «ЭМКА», нанесение наклеек с символикой на обтекатель «ЭМКА»
11 декабря 2017 года был перенесен запуск ракеты-носителя «Союз-2.1в» с военным спутником с 17 декабря на 2018 год
29 марта 2018 года в 17:38 UTC ракета-носитель «Союз-2.1в» с военным космическим аппаратом успешно стартовала с космодрома Плесецк.
29 марта 2018 года ракета-носитель «Союз-2.1в» успешно вывела на расчетную орбиту космический аппарат в интересах Минобороны России. После принятия на управление КА присвоен порядковый номер «Космос-2525»
Хотя в первые несколько месяцев полета орбита спутника снизилась с 320 километров до 270 километров, согласно данным радаров, изученных историком космонавтики Джонатоном Макдауэллом, в октябре 2018 года «Космос-2525» начал периодические манёвры по подъёму орбиты, в результате которых его высота поддерживалась на уровне около 280 километров.
После трех лет пребывания на орбите «Космос-2525» сошёл с орбиты сгорел в атмосфере Земли над южной частью Тихого океана рано утром 1 апреля 2021 года.